# 東千葉メディカルセンター
東千葉メディカルセンター（ひがしちばメディカルセンター）は、千葉県東金市にある地方独立行政法人東金九十九里地域医療センターが運営する医療機関。災害拠点病院、山武夷隅長生保健医療圏における救命救急センターに指定され、24時間365日救急医療および土日祝以外の平日で高度な専門医療の提供を行う。

## 沿革
- 2010年（平成22年）10月1日 - 救命救急センターを持つ中核病院として設立。
- 2014年（平成26年）4月1日 - 東金市丘山台に東千葉メディカルセンター開院[4]。災害拠点病院の指定を受ける[2]。
- 2014年（平成26年）4月1日 - ＤＭＡＴ指定医療機関の指定を受ける
- 2014年（平成26年）4月1日 - 保険医療機関の指定を受ける
- 2015年（平成27年）4月1日 - 代謝・内分泌内科、形成外科を加え18診療科とする
- 2015年（平成27年）5月1日 - 病床数146床に増床
- 2015年（平成27年）6月22日 - 病床数164床に増床
- 2016年（平成28年）4月1日 - 歯科口腔外科を加え19診療科とする
- 2016年（平成28年）5月1日 - 産婦人科病棟開始。病床数207床に増床
- 2016年（平成28年）8月3日 - 職員がパワーハラスメントなどを理由とする労働審判を千葉地方裁判所に申し立て[5]。
- 2016年（平成28年）9月1日 - 病床数221床に増床
- 2016年（平成28年）10月 - 職員との労働審判で和解成立[6]。
- 2018年（平成30年）4月1日 - DPC対象病院の指定を受ける
- 2018年（平成30年）5月1日 - 病床数263床に増床
- 2018年（平成30年）5月31日 - 地域医療支援病院の許可を受ける
- 2019年（令和元年）7月21日 - SCUを開設（病床数271床に増床）
- 2019年（令和元年）9月9日 - 令和元年度房総半島台風による災害対応
- 2020年（令和2年）4月1日 - 病床数276床に増床
- 2020年（令和2年）10月23日 - 割高な調達や不透明な給与支給の常態化を指摘する内部告発文書について報道[7]。
- 2020年（令和2年）12月10日 - 告発文書をめぐる内部調査結果を受け、東金市と九十九里町から是正命令[8]。
- 2021年（令和3年）4月1日 - 内科専門プログラム連携病院（千葉大学医学部附属病院連携施設）

## 病床数
- 病床数314床[1]
  - 一般病床
  - 集中治療室（ICU）：10床
  - ハイケアユニット（HCU）：10床
  - 脳卒中ケアユニット（SCU）
  - 地域包括ケア病棟（2020年度運用停止、一般病棟に変更）

## 施設概要
以下、病院の施設概要。
- 本棟（免震構造）、地上6階・地下1階
- 医師看護師宿舎（45戸）
- 保育所（定員20名）
- ヘリポート

## 診療科
診療科一覧。
- 総合診療科
- 消化器内科
- 脳神経内科
- 呼吸器内科
- 循環器内科
- 代謝・内分泌内科
- 小児科
- 外科
- 心臓血管外科
- 整形外科
- 形成外科
- 脳神経外科
- 皮膚科
- 泌尿器科（未開設）
- 産婦人科
- 眼科（未開設）
- 耳鼻咽喉科
- リハビリテーション科
- 放射線科
- 麻酔科
- 精神科
- 歯科口腔外科
- 救急科・集中治療部

## 各種指定医療機関
医療機関の指定等一覧。
- 救急医療機関
- 救命救急センター
- 災害拠点病院
- 臨床研修指定病院
- 災害派遣医療チーム（DMAT）指定医療機関
- 保険医療機関
- 生活保護法医療機関
- 労災保険指定医療機関
- 被爆者一般疾病医療機関
- 結核指定医療機関
- 結核患者収容モデル事業実施施設
- 千葉県肝疾患専門医療機関
- 千葉県肝炎治療特別促進事業指定医療機関
- 難病の患者に対する医療等に関する法律第14条第1項の規定による指定医療機関
- 児童福祉法第19条の9第1項の規定による指定小児慢性特定疾病医療機関
- 障害者の日常生活及び社会生活を総合的に支援するための法律第59条第1項の規定による指定自立支援医療機関（精神通院医療）
- 障害者の日常生活及び社会生活を総合的に支援するための法律第59条第1項の規定による指定自立支援医療機関（心臓脈管外科）

## 施設認定
施設認定一覧。
- 日本救急撮影技師認定機構実地研修施設
- 日本整形外科学会専門医制度研修施設
- 日本循環器学会認定循環器専門医研修関連施設
- 臨床研修病院
- 日本外科学会外科専門医制度関連施設
- 日本呼吸器学会関連施設
- 日本消化器病学会専門医制度関連施設
- 日本救急医学会救急科専門医指定施設
- 三学会構成心臓血管外科専門医認定機構による千葉大学医学部附属病院関連施設
- 薬学教育協議会薬学生実務実習受入施設
- 日本内科学会教育関連施設
- 日本肝臓学会関連施設
- 日本急性血液浄化学会認定指定施設
- 日本消化器内視鏡学会指導連携施設

## アクセス
- 公共交通機関
  - JR東日本東金線 東金駅
    - タクシー約15分

  - JR東日本 大網駅
    - タクシー約10分

  - ちばフラワーバス フラワーライナー
    - 千葉駅 ⇔ 東千葉メディカルセンター - 東金駅入口 - 成東車庫（千葉東金道路経由）
- 自動車
  - 首都圏中央連絡自動車道・千葉東金道路 東金インターチェンジ入口（国道126号）から約5分
  - 東金九十九里有料道路 台方インターチェンジから約10分
  - 駐車場（740台分）

## 舞台・ロケ地とした作品
建物の造り（ロビーが2階まで広々とした吹き抜けになっているなど）や立地環境と好条件が揃い、テレビドラマのロケーション撮影場所として存在感を増している。
- ロケ地とした主なテレビドラマ
  - ディア・ペイシェント～絆のカルテ～（2020年）- 佐々井記念病院
  - 白い巨塔 （2019年） - 浪速大学付属病院
  - ドラマスペシャル 最上の命医 2019（2019年） - 東房総医療センター
  - ストロベリーナイト・サーガ（2019年） - 第6話
  - メゾン・ド・ポリス（2019年） - 第4話
  - ブラックペアン （2018年）- 東城大学医学部付属病院（内部・一部外観）
  - 99.9-刑事専門弁護士- season2 （2018年） - 第3話
  - 正義のセ（2018年） - 第1話
  - もみ消して冬～我が家の問題なかったことに～ （2018年）- 帝都国際大学病院
  - コールドケース 真実の扉　season2（WOWOW 2018年）
  - 男の操（2017年） - 第7話
  - ドクターX〜外科医・大門未知子〜 - Season5（2017年）第10話等 目黒中央病院、Season6（2019年）第7・10話
  - コウノドリ （2015年、2017年） - ペルソナ総合医療センター
  - ドラマスペシャル 最上の命医 2017（2017年） - 星稜病院
  - ごめん、愛してる（2017年） - 第6-10話
  - 僕たちがやりました（2017年）- 第2・3・5-9話
  - 緊急取調室 第2シーズン（2017年） - 第2話 大学病院
  - ドクター調査班～医療事故の闇を暴け～ （2016年）- 第1話 堂和大学付属病院、明恵医科大学付属病院、第4話
  - カッコウの卵は誰のもの （WOWOW 2016年）- 第1話 関越大学付属病院
  - スニッファー 嗅覚捜査官（2016年）- 第3・4・6・7話 末永由紀の勤務病院
  - 家族ノカタチ（2016年）- 第7話 葉菜子の病室
  - メディカルチーム レディ・ダ・ヴィンチの診断 （2016年）- 第1話 病院の屋上
  - わたしを離さないで（2016年）- 第8話 美和が最後の手術を受ける病院
  - 撃てない警官（WOWOW 2016年）- 第1話 柴崎の息子が検査を受けるCT室
  - 民王（2015年）、民王スペシャル 新たなる陰謀（2016年）
  - 結婚式の前日に（2015年）- 第9話 ひとみの緊急手術終了を待つ手術室前
  - アイ'ム ホーム （2015年）- 第9話・第10話 病院の待合室・ロビー
- ロケ地とした主な映画
  - 人魚の眠る家（2018年）
  - 嘘を愛する女（2018年）
  - 22年目の告白（2017年）
  - いつまた、君と　～何日君再来～（2017年）
  - 恋妻家宮本（2017年）
  - 四月は君の嘘（2016年）
  - 夏美のホタル（2016年）

## 不祥事

### 相次ぐ汚職事件
- 2022年12月1日、新型コロナウイルスの治療に使う体外式膜型人工肺（エクモ）の納入を巡り、業者に便宜を図る見返りに現金100万円を受け取ったとして、センターの臨床工学技士長が千葉県警に収賄容疑で逮捕された[14]。技師長はセンターがエクモを購入する際、贈賄側の医療機器販売会社を取引に介入させる代わりに、謝礼として100万円を支払うように要求。「みなし公務員だが、大丈夫か」と贈賄側の社長が確認すると、技師長は「もう（病院の）理事の承認を得ている」と応じたという[15]。技師長は22日に起訴された[16]。2023年3月13日、元技師長が千葉地裁から懲役1年6月、執行猶予3年、追徴金100万円の判決を言い渡された[15]。
- 2023年3月7日、医療事務業務の委託を巡り、業者に便宜を図った見返りに2700万円を受け取ったして、センターの元総務課長が収賄容疑で逮捕された[17]。同年5月9日、手術支援システムなど医療機器の入札を巡って業者に便宜を図った見返りに、家電など60点（約470万円相当）の賄賂を受け取ったとして元総務課長が再逮捕された。また、同様の趣旨で家電など37点（約208万円相当）を受け取り、またマンションの賃料約62万円を支払わせたとして元財務課用度係長が新たに逮捕された[18]。9月5日、千葉地裁は元総務課長に懲役3年の実刑と追徴金4200万円の判決を言い渡した。供与されたエアコンやゲーム機など60点の没収も命じた[19]。
- 2023年3月28日、医療事務業務の委託を巡り、業者に便宜を図る見返りに現金30万円を受け取ったとして、センターの元医事課長代行が収賄の疑いで逮捕された[20]。贈賄側の医療事務会社は2018年5月にセンターから医療事務を月額910万円の随意契約で受注。その後も医療事務を追加で請け負い、2022年3月までに事務委託料名目で約12億7千万円の支払いを受けていた[21]。同年7月5日、元医事課長代行が千葉地方裁判所（松本圭史裁判官）から懲役1年6月、執行猶予3年の判決を言い渡された。松本裁判官は、委託契約に関し同僚の元総務課長が業者から賄賂を受け取っていると想像し「自分も賄賂をもらえるのでは、と考え、自ら要求した」と認定した[22]。